# Resultados do Carnaval do Rio de Janeiro em 1943
Nesta página está listado o resultado do concurso de escolas de samba do carnaval do Rio de Janeiro do ano de 1943.
Em agosto de 1942, o governo brasileiro reconheceu o estado de guerra entre o Brasil e as potências do Eixo da Segunda Guerra Mundial. A realização do carnaval de 1943 era incerta. Para muitos, não havia motivo para festa. A Prefeitura do Distrito Federal do Brasil decidiu não ajudar financeiramente os desfiles carnavalescos e cancelou o tradicional baile do Theatro Municipal do Rio de Janeiro. A Polícia proibiu o uso de máscaras e canções que ofendessem a moral e o decoro público. Os ranchos carnavalescos e as grandes sociedades cancelaram suas apresentações. As escolas de samba mantiveram a intenção de desfilar, submetendo-se à organização da Liga da Defesa Nacional e da União Nacional dos Estudantes.
Pela terceira vez consecutiva, a Portela venceu o desfile das escolas de samba, conquistando seu quinto título de campeã do carnaval. A escola apresentou o enredo "Carnaval de Guerra", elaborado pela Liga da Defesa Nacional. Lino Manuel dos Reis, Euzébio e Nilton ficaram responsáveis pela parte plástica. O samba da Portela, "Brasil, Terra da Liberdade", composto por Nilson e Alvaiade, defendia a entrada do Brasil na Segunda Guerra. A Estação Primeira de Mangueira ficou com o vice-campeonato. Com a vitória, a Portela ultrapassou a Mangueira em número de títulos, se tornando a maior campeã do carnaval.

## Escolas de samba
O desfile das escolas de samba do Rio de Janeiro de 1943 foi realizado a partir das 20 horas do domingo, dia 7 de março, na Avenida Rio Branco. O evento, nomeado de "Carnaval da Vitória", foi organizado pela União Geral das Escolas de Samba do Brasil (UGESB); Liga da Defesa Nacional e pela União Nacional dos Estudantes. Devido à declaração de estado de guerra entre o Brasil e as potências do Eixo na Segunda Guerra Mundial, a Prefeitura do Distrito Federal do Brasil não apoiou a realização de eventos carnavalescos.

### Quesitos e julgadores
| As escolas foram avaliadas em cinco quesitos: 1. Bandeira 2. Bateria 3. Enredo 4. Harmonia 5. Samba | A comissão julgadora foi formada por: - Benedito Calheiros Bonfim - Capitão Luiz Gonzaga - Guimarães Machado - Maurício Vinhaes - Nourival Dalier Pereira. |

### Classificação
Vinte e duas escolas participaram do desfile, mas somente as cinco primeiras colocadas foram premiadas. Portela foi a campeã, conquistando seu quinto título no carnaval sendo, este, o terceiro consecutivo. A escola apresentou o enredo "Carnaval de Guerra", elaborado pela Liga da Defesa Nacional. Lino Manuel dos Reis, Euzébio e Nilton ficaram responsáveis pela confecção plástica do desfile. O samba da Portela, "Brasil, Terra da Liberdade", composto por Nilson e Alvaiade, defendia a entrada do Brasil na Segunda Guerra. A Estação Primeira de Mangueira ficou com o vice-campeonato. Os prêmios em dinheiro foram entregues às escolas pelo General João Marcelino Pereira e Silva, vice-presidente da Comissão Executiva da Liga da Defesa Nacional. Conquistando sua quinta vitória, a Portela ultrapassou a Mangueira (quatro vezes campeã) em número de títulos, assumindo a posição de maior vencedora do carnaval.
| Legenda: Campeã * Sem informação disponível |

| Col.                            | Escola                         | Enredo                     | Carnavalesco(a)                                                 |
| ------------------------------- | ------------------------------ | -------------------------- | --------------------------------------------------------------- |
| 1                               | Portela                        | Carnaval de Guerra         | Liga da Defesa Nacional, Lino Manuel dos Reis, Euzébio e Nilton |
| 2                               | Estação Primeira de Mangueira  | Samba no Palácio Itamarati | Armando Silva                                                   |
| 3                               | Azul e Branco do Salgueiro     | Alô, Alô, América          | *                                                               |
| 4                               | Deixa Malhar                   | *                          | *                                                               |
| 5                               | Corações Unidos de Jacarepaguá | *                          | *                                                               |
| Escolas não julgadas            |                                |                            |                                                                 |
| Cada Ano Sai Melhor             |                                |                            |                                                                 |
| Depois Eu Digo                  |                                |                            |                                                                 |
| Fiquei Firme                    |                                |                            |                                                                 |
| Império da Tijuca               |                                |                            |                                                                 |
| Lira do Amor                    |                                |                            |                                                                 |
| Mocidade Louca de São Cristóvão |                                |                            |                                                                 |
| Não É o Que Dizem               |                                |                            |                                                                 |
| Paz e Amor                      |                                |                            |                                                                 |
| Prazer da Serrinha              |                                |                            |                                                                 |
| União do Sampaio                |                                |                            |                                                                 |
| Unidos da Tijuca                |                                |                            |                                                                 |
| Unidos do Salgueiro             |                                |                            |                                                                 |
| Unidos do Tuiuti                |                                |                            |                                                                 |
| Vai Se Quiser                   |                                |                            |                                                                 |